# Mercedes-Benz třídy S (W223)
Mercedes-Benz Třídy S W223 je luxusní sedan automobilky Mercedes-Benz. Byl představen online 2. září 2020 a je již sedmou generací třídy S.
Ceník tohoto auta byl uveden 15. září (v Německu). Jeho cena začíná na 2 536 160 Kč ve standardním rozvoru na 2 647 480 Kč v prodlouženém rozvoru. W223 je založen na modulární platformě MRA druhé generace. Využívá čtyřprvkové přední zavěšení a víceprvkové nezávislé zadní zavěšení. Standardem je vzduchové odpružení, které se může automaticky snížit o 20 mm při rychlosti 160 km/h, aby se zvýšila stabilita.
Všechny modely při uvedení na trh kromě S 350 d jsou nabízeny výhradně s pohonem všech kol 4MATIC. Modely se zážehovými motory mají 48V elektrický systém, který v případě potřeby poskytuje další výkon. To také dodávalo energii pro klimatizační systém a pro dobíjení baterie. Používá se také jako spouštěcí motor namísto samostatného a vyhrazeného spouštěcího motoru

## Výbava
W223 je vybaven druhou generací Mercedes-Benz User Experience (MBUX). Zahrnuje 12.3 palcový digitálním štítem a 12.8 palcovým OLED hlavním displejem s haptickou odezvou. Systém MBUX také nabízí automatický řidičský profil, který muže být nastaven otiskem prstu nebo skenem obličeje. Dále tu najdeme hlasového asistenta který se aktivuje při vyslovení "Hey Mercedes".
Zajímavou novinkou je také rozšířená realita, která přichází díky MBUX druhé generace. Nejpraktičtější využití této nové funkce je navigace. Ta vám díky přehledným šipkám ukazuje přesně tam kam máte jet. Tato a všechny další funkce jsou promítnuty před řidiče na čelní sklo.
Vůz je vybaven 22 kamerami a radarovými senzory pro adaptivní tempomat, automatické řízení, varování před vybočením z jízdního pruhu, nouzové brzdění a rozpoznávání dopravních značek. Radarové senzory dokážou předvídat kolize s blížícími se vozidly a zvednout odpružení o 8 cm, aby nasměrovaly sílu nárazu na prahy dveří. Poloautonomní systém řízení SAE úrovně 3 bude v Německu k dispozici od druhé poloviny roku 2021.

## Technické údaje

### Rozměry
| Model    | Rozvor   | Délka    | Výška    | Šířka    | Šířka (se zrcátky) |
| -------- | -------- | -------- | -------- | -------- | ------------------ |
| Standard | 3 106 mm | 5 179 mm | 1 503 mm | 1 954 mm | 2 109 mm           |
| Long     | 3 216 mm | 5 289 mm | 1 503 mm | 1 954 mm | 2 109 mm           |
| Maybach  | 3 396 mm | 5 470 mm | 1 503 mm | 1 954 mm | 2 109 mm           |

### Motory
| Benzinové motory     | Benzinové motory | Benzinové motory         | Benzinové motory               | Benzinové motory    | Benzinové motory     | Benzinové motory  | Benzinové motory          |
| Model                | Objem            | Max. výkon při ot./min   | Max. točivý moment při ot./min | Převodovka          | Max. rychlost        | 0–100 km/h        | Komb. spotřeba [l/100 km] |
| -------------------- | ---------------- | ------------------------ | ------------------------------ | ------------------- | -------------------- | ----------------- | ------------------------- |
| S 450 4MATIC         | 2999 cm³         | 270 kW při 5500–6000 rpm | 500 Nm. při 1600–4500 rpm      | 9stupňová 9G-Tronic | 250 km/h             | 5.1 s             | 8.3–7.8 L/100 km          |
| S 500 4MATIC         | 2999 cm³         | 320 kW při 5500–6100 rpm | 520 Nm. při 1600–4500 rpm      | 9stupňová 9G-Tronic | 250 km/h             | 4.9 s             | 8.4–7.8 L/100 km          |
| S 580 4MATIC         | 3982 cm³         | 370 kW při 5500 rpm      | 700 Nm. při 2000-4000 rpm      | 9stupňová 9G-Tronic | 250 km/h             | TBA (červen 2021) | TBA (červen 2021)         |
| S 680 4MATIC Maybach | 5980 cm³         | 463 kW při 4800-5400 rpm | 1000 Nm. při 2300-4300 rpm     | 9stupňová 9G-Tronic | 250 km/h             | TBA (červen 2021) | TBA (červen 2021)         |
| Dieselové motory     |                  |                          |                                |                     |                      |                   |                           |
| Model                | Objem            | Max. výkon při ot./min   | Max. točivý moment při ot./min | Převodovka          | Max. rychlost [km/h] | 0–100 km/h [s]    | Komb. spotřeba [l/100 km] |
| S 350 d              | 2925 cm³         | 210 kW při 3400–4600 rpm | 600 Nm. při 1200–3200 rpm      | 9stupňová 9G-Tronic | 250 km/h             | 6.4 s             | 6.7–6.2 L/100 km          |
| S 350 d 4MATIC       | 2925 cm³         | 210 kW při 3400–4600 rpm | 600 Nm. při 1200–3200 rpm      | 9stupňová 9G-Tronic | 250 km/h             | 6.2 s             | 6.9–6.4 L/100 km          |
| S 400 d 4MATIC       | 2925 cm³         | 243 kW při 3600–4200 rpm | 700 Nm. přit 1200–3200 rpm     | 9stupňová 9G-Tronic | 250 km/h             | 5.4 s             | 7.0–6.5 L/100 km          |